# Palinorsa
Palinorsa is een geslacht van vlinders van de familie sikkelmotten (Oecophoridae), uit de onderfamilie Depressariinae.

## Soorten
- P. acritomorpha Clarke, 1964
- P. literatella (Busck, 1911)
- P. raptans Meyrick, 1920
- P. zonaria Clarke, 1964